# Шире (1938)
„Шире“ е подводница от клас Adua, която служи през Втората световна война (1938-1942) в Реджия Марина - тогавашните военноморски сили на Италия.
Наречена е на район Шире в Етиопия, по онова време италианска колония в Източна Африка.
В началото на войната „Шире“ е командвана от Юнио Валерио Боргезе и е базирана в Специя. В ранната част на войната подводницата е модифицирана да носи 3 миниподводници (наричани човешко торпедо).